# Johann Berg (Gartenarchitekt)
Johann Caspar H. Berg (* 1. März 1902 in Apenrade; † 7. November 1967 in Flensburg) war ein deutscher Gartenarchitekt.

## Biografie
Berg war der Sohn eines Kapitäns. 1925, nach dem Abitur, machte er eine praktische Gärtnerausbildung. Er studierte dann Landschaftsarchitektur in Berlin-Dahlem. Seit 1928 war er dort als Assistent in der Abteilung der Lehr- und Forschungseinrichtungen der Hochschule tätig. Er war seit  1931 bei verschiedenen Planerbüros als Gartenarchitekt beschäftigt. Ende der 1930er Jahre kam er nach Bremen. Für das Friedhofs- und Gartenbauamte Bremen (heute Stadtgrün Bremen) plante er den Ausbau des 46 Hektar großen Rhododendron-Parks Bremen. Er war viele Jahre im Vorstand der 1935 gegründeten Deutschen Rhododendron-Gesellschaft. Nach dem Zweiten Weltkrieg war er 1946/1947 kurzzeitig Leiter des Friedhofs- und Gartenbauamtes Bremen; ihm folgte 1947 Gartenbaudirektor Erich Ahlers in diesem Amt. Berg und Ahlers führten den Ausbau des Rhododendron-Parks danach weiter. 1967 trat er in den Ruhestand. 
Ehrungen
- Der Johann-Caspar-Berg-Weg in Bremen-Horn-Lehe am Rhododendron-Park wurde 1999 nach ihm benannt.

## Werke
- mit Gerd Krüßmann: Freiland-Rhododendron. Ulmer, Stuttgart 1951.
- Wegweiser durch den Rhododendron-Park. Bremen 1964.
- mit Lothar Heft: Rhododendron und immergrüne Laubgehölze. Ulmer, Stuttgart 1969.